# ملعب أولد ترافورد
ملعب أولدترافورد (بالإنجليزية: Old Trafford)‏ المسمى بمسرح الأحلام من قبل بوبي تشارلتون، هو ملعب كرة قدم إنجليزي يقع في منطقة ترافورد الإدارية في مانشستر بإنجلترا، يتسع لستة وسبعين ألفًا ومئتين واثنا عشر (76,212) متفرج. يعتبر الملعب ثاني أكبر ملعب من حيث استيعاب عدد الجماهير في إنجلترا بعد ملعب ويمبلي ويبعد حوالي 0.8 كيلومترات عن ملعب أولدترافورد للكريكيت وهو متاخم لمحطة مانشستر ميترولينك للترام.
الملعب هو أرض نادي مانشستر يونايتد، وهو الملعب الخاص بالنادي منذ سنة 1910 مع استثناء ثمانية سنوات منذ سنة 1941 وحتى سنة 1949، إذ أنه كان قد تم تدميره بسبب أحداث الحرب العالمية الثانية، وخلال تلك الفترة تشارك النادي مع غريمه التقليدي نادي مانشستر سيتي في ملعب ماين رود، وقد تم زيادة استيعاب الملعب في التسعينات من القرن العشرين وبداية الحادي والعشرين. من أهم الزيادات التي تمت، كان إضافة طبقات في الجهة الشمالية والشرقية والغربية لكي يعود للملعب القدرة على استيعاب 80,000 متفرج، وفي المستقبل يمكن إضافة طبقة إضافية في الجهة الجنوبية من الملعب ليصل استيعابه إلى 90,000 متفرج. كانت أعلى نسبة حضور في الملعب طوال تاريخه في سنة 1939، عندما حضر 76,962 متفرج في مباراة الدور النصف نهائي في كأس إنجلترا بين وولفرهامبتون واندرز وغريمبسي تاون.
استضاف الملعب عددا من مباريات الدور نصف النهائي في كأس إنجلترا بوصفه ملعبا محايدا، وعدد من مباريات منتخب إنجلترا لكرة القدم عندما كان ملعب ويمبلي الجديد ما زال في طور البناء، وكذلك استضاف مباريات في بطولة كأس العالم لكرة القدم 1966 وكأس الأمم الأوروبية لكرة القدم 1996 ونهائي دوري أبطال أوروبا 2003، وكذلك استُخدم في استضافة ألعاب أخرى غير كرة القدم مثل استضافته للدوري الممتاز الأوروبي ونهائي كأس العالم للرغبي 2000. كذلك استضاف الملعب عدد من مباريات كرة القدم خلال دورة الألعاب الأولمبية الصيفية لعام 2012، بما فيها بطولة كرة القدم النسائيَّة الدولية لأول مرة في تاريخه.

## تاريخ

### البناء والسنوات الأولى

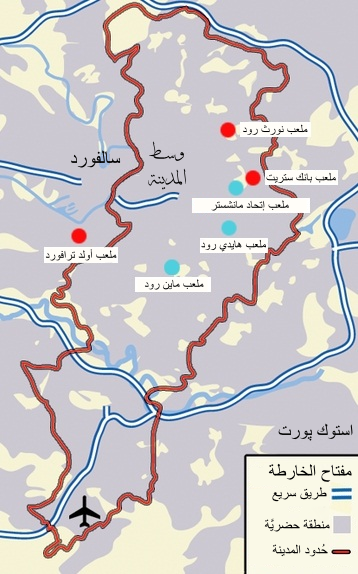
خريطة توضع مكان ملعب أولد ترافورد وملعب نورث رود وملعب بانك ستريت في مدينة مانشستر.

قبل سنة 1902، كان يُطلق على مانشستر يونايتد اسم «نيوتن هيث»، وخلال تلك الفترة كان الفريق يلعب مبارياته على ملعب نورث رود وملعب بانك ستريت وكانت حالة كلا الملعبين بائسة، إذ أن أرضيتهما كانت سبخة، وكان الملعب الأخير يعاني من الأبخرة من المصانع المجاورة، وبعد إنقاذ النادي من الإفلاس وتسميته من جديد، قرر الرئيس الجديد جون هنري ديفيز في سنة 1909 بأن ملعب بانك ستريت لا يناسب فريقا فاز بلقب دوري الدرجة الأولى وكأس إنجلترا منذ فترة قصيرة لذا تبرع ببناء ملعبا جديدا للنادي وأقرضه مبلغ 60,000 جنيه إسترليني لشراء الأرض ولبناء مدرجات تتسع لمائة ألف متفرج، غير أن النادي احتاج إلى 30,000 جنيه إسترليني أخرى للوصول إلى هذا العدد، لذا تم تقليل مقدرة الاستيعاب حتى 80,000 متفرج تقريبا. أدى دفع هذا المبلغ، في زمن كانت مبالغ انتقال اللاعبين لا تتعدى 1,000 جنيه إسترليني، إلى تسمية النادي «بحقائب الأموال يونايتد» منذ أن تولى ديفيز إدارته. صُمم الملعب من قبل المهندس المعماري الإسكتلندي أرتشيبالد ليتش، الذي قام بتصميم عدد من الملاعب الأخرى، وجُعلت المقاعد بالجهة الجنوبية المغطاة، أما الجهات الثلاثة الأخرى فلم يوضع فيها أي مقاعد ولم تكن مغطاة. أشرف على البناء ميسرز براميلد وسميث من مانشستر، وتم الانتهاء من التطوير في نهاية عام 1909، ولُعبت المباراة الأولى في الملعب في 19 فبراير 1910 أمام نادي ليفربول وخسروا بنتيجة 4-3، وقال صحفي في ذلك الوقت «الملعب من أجمل الملاعب فهو فسيح ولا أحد يستطيع منافسته في العالم على الإطلاق، إنه شرف لمانشستر وهو مكان لفريق يستطيع أن يقوم بالعجب».
قبل بناء ملعب ويمبلي في سنة 1923، أقيم نهائي كأس إنجلترا في عدد من الملاعب الإنجليزية من ضمنها الملعب نفسه، وكان أول نهائي استضافه الملعب في سنة 1911 بين نادي برادفورد سيتي ونيوكاسل يونايتد بعد أن تعادل الفريقين في المباراة التي أقيمت في ملعب كريستال بالاس، وفاز برادفورد بهدف من قبل جيمي سبيرز في مباراة حضرها 58,000 متفرج، وثاني مباراة نهائية كانت خلال سنة 1915 في مباراة بين شيفيلد يونايتد ونادي تشيلسي، وفاز شيفيلد بثلاثة أهداف مقابل لا شيء بحضور ما يقارب 50,000 متفرج كان أغلبهم من الجيش، ليُسمّى ذلك النهائي بالنهائي الكاكي، وفي 27 ديسمبر 1920 لعب النادي مباراة استضافت أكثر عدد من الحضور في فترة ما قبل الحرب العالمية الثانية بـ 70,504 متفرج، وقد خسر أصحاب الأرض آنذاك أمام نادي أستون فيلا 3-1. إن أكبر عدد من الحضور في مباراة على هذا الملعب لم يكن لمباراة لعب فيها النادي، ولكنه كان لمباراة بين وولفرهامبتون واندرز وغريمبسي تاون وذلك في 25 مارس 1939، بحضور 76,962 متفرج في نصف نهائي كأس إنجلترا.

### زمن الحرب والتفجير

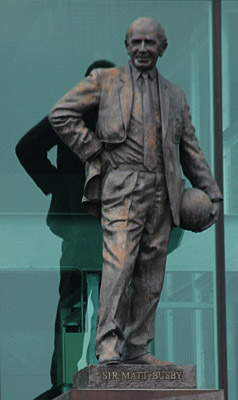
تمثال مات بسبي الذي يطل على مقدمة الساحة الخاصة بالجهة الشرقية للملعب.

في عام 1936 تم إضافة سقف بلغ طوله 80 ياردة في الجهة الشمالية من الملعب بقيمة 35,000 جنيه إسترليني، كما أضيفت السطوح في الجهة الجنوبية للملعب في عام 1938. وبتاريخ 11 مارس 1941، أي خلال الحرب العالمية الثانية، قام الألمان النازيون بإلقاء القنابل على الملعب ليتم تدمير معظم أنحائه وبشكل خاص الجهة الجنوبية منه، وبعد انتهاء الحرب قام رئيس نادي مانشستر يونايتد جايمس غيبسون بالضغط على هيئة أضرار الحرب ليتم دفع 4,800 جنيه إسترليني لإزالة الحطام و 17,478 جنيه لإعادة بناء المدرجات، وخلال فترة إعادة البناء لعب نادي مانشستر يونايتد مبارياته على أرض ملعب ماين رود الخاص بنادي مانشستر سيتي، وقد دفع مانشستر يونايتد للفريق الأخير 5,000 جنيه بالسنة ونسبة من دخل المباريات، وقد أدّى هذا إلى أن أصبح النادي مدينا بديون كبيرة تسببت له بمشاكل مع مانشستر سيتي، إذ أنه كان يدين لهم بـ 15,000 جنيه إسترليني. وكان قد تم اقتراح زيادة تعويضات النادي ولكن هذا الاقتراح قوبل بالرفض. وعندما تم لعب المباراة الأولى على ملعب أولدترافورد مرة أخرى كان قد مضى أكثر من عشرة سنوات لم يلعب النادي خلالها في ملعبه، وكانت تلك المباراة قد وقعت يوم 24 أغسطس 1949 أمام نادي بولتون واندرز ووسط حضور 41,748 متفرج ليشهدوا فوز فريقهم بنتيجة 3-0.

### الانتهاء من الخطة الرئيسية للملعب

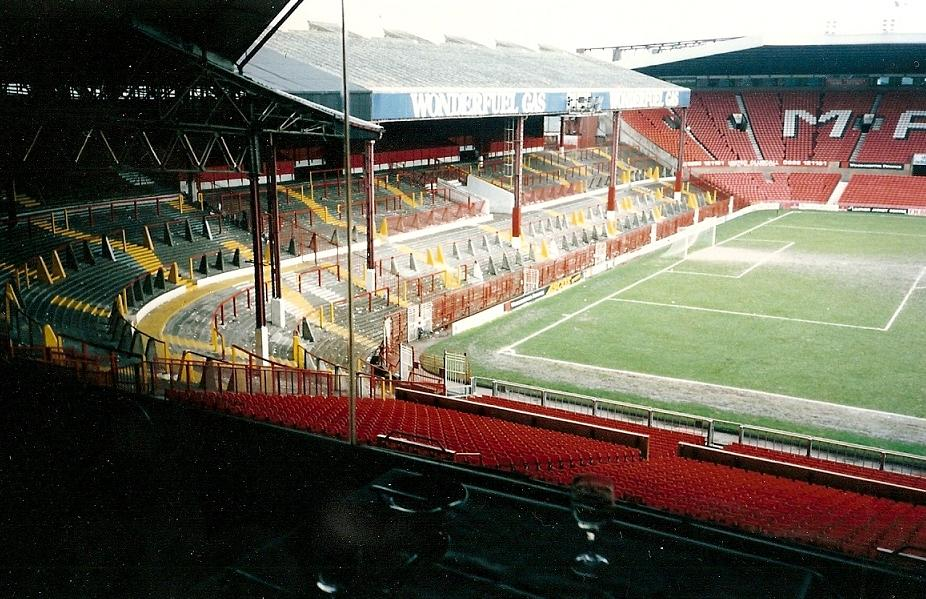
جهة ستريتفورد في التسعينات من القرن العشرين.

تمت استعادة السطح في الجهة الرئيسية للمدرجات عام 1951، وبعدها تم تغطية الجهات الثلاثة الأخرى، وقد انتهت العملية لجهة ستريتفورد في سنة 1959، وتم استثمار 40,000 جنيه إسترليني لإضافة كشافات واضحة لكي يُصبح بالإمكان استضافة المباريات الأوروبية التي كانت ستجري في المساء كي لا يتم اللعب في ملعب ماين رود بدلا عن أولد ترافورد، وحتى يتم التخلص من الظل الثنائي الذي كان في الملعب، تم إزالة الجهة الرئيسية من السطح. لُعبت أول مباراة تحت الأضواء الكاشفة أمام نادي بولتون واندرز في دوري الدرجة الأولى بتاريخ 25 مارس 1957، وعلى الرغم من أن الجماهير كانت قادرة على أن تشاهد اللاعبين بوضوح في الليل إلا أن العواميد التي تحمل السطوح كانت تعيق رؤيتهم في بعض الأحيان، ومع اقتراب بطولة كأس العالم لكرة القدم لعام 1966، قامت إدارة مانشستر بإعادة تصميم الملعب في الناحيتين الشمالية والشرقية، وتمت إزالة الأعمدة الداعمة للسطوح في سنة 1965 واستبدلت بسطوح مائلة جديدة كي يستطيع جميع المتفرجين رؤية الملعب بوضوح من دون عوائق، كما تم زيادة استيعاب جهة يونايتد رود لتتسع لعشرين ألف متفرج (10,000 مقعد و 10,000 يقفون في الأمام) بقيمة 350,000 جنيه إسترليني، وقام المهندسون المعماريون بجعل أماكن الوقوف في الملعب في الأمام وجعل الأماكن الخلفية للجلوس، وتمت إضافة صالات خاصة للمرة الأولى في ملاعب بريطانيا، وقد وضع رؤساء النادي خطة طويلة الأمد ليجعلوا شكل الملعب كالطبق في المستقبل، مما سينتج عنه جوا صاخبا حيث ستتركز أصوات الجماهير بالداخل مما يزيد من حماسة اللاعبين. وخلال هذه الفترة، استضاف الملعب المباراة النهائية الثالثة له لكأس إنجلترا في المباراة المعادة في سنة 1970 بين نادي ليدز يونايتد ونادي تشيلسي حيث فاز نادي تشيلسي 2-1 بحضور 62,078 متفرج، وفي السبعينات من القرن العشرين زاد شغب الملاعب في بريطانيا، وعندما هبط نادي مانشستر يونايتد إلى الدرجة الثانية في سنة 1974 اكتسب المشاغبون في النادي (الجيش الأحمر) سمعة سيئة، وأجبرت حادثة حذف السكين في سنة 1971 النادي على وضع سور لمنع اقتراب الجماهير من الملعب.
في سنة 1973 تم إكمال السطح ذي الشكل الدائري حول الملعب، مع إضافة 5,500 مقعد جديد وتبديل شاشة النتيجة القديمة بشاشة إلكترونية جديدة في الجهة الشمالية الشرقية، وفي سنة 1975 بدأ تكبير الملعب بعد تأمين مبلغ 3 ملايين جنيه إسترليني مع إضافة جناح في الجهة الرئيسية منه يحتوي على مطعم مطل عليه، لكن برزت صعوبة مشاهدة المباريات مع وجود العواميد المثبتة للسطح، لذا تم استبدال تلك العواميد بعواميد جديدة مماثلة للعواميد الأخرى المثبتة في الملعب. وفي سنة 1985 تم تكبير الربع الجنوبي الشرقي منه، بعد إزالة مكاتب إدارة النادي، لتتم زيادة عدد المقاعد في الملعب لتصل إلى 25,686 مقعدا (56,385 كعدد كلي).

### التحويل إلى المقاعد
كان استيعاب الملعب للجماهير يقل باطّراد مع كل تغيير له، ففي الثمانينات من القرن العشرين قل استيعابه من 80,000 متفرج إلى 60,000، وعاد مرة أخرى ليقل في التسعينات من نفس القرن عندما اقترح تقرير تايلور والحكومة الإنجليزية جعل الملاعب كلها بمقاعد، مما أدى إلى دفع ما بين 3 و 5 ملايين جنيه إسترليني لاستبدال جهة ستريتفورد بمدرج جديد مع إزالة شرفة للوقوف وسطح ناتئ يتصل بالملعب كله، وأدى هذا إلى إعادة تطوير الملعب مرة أخرى مع إزالة الشرف الأخرى من الجهات الثلاثة كلها، مما أدى إلى زيادة قيمة العملية إلى 10 ملايين جنيه إسترليني وإلى تقليل استيعاب الملعب إلى 44,000 متفرج فقط، وكان قد تم إخبار النادي بأنهم سيدفعون 1.4 ملايين جنيه إسترليني فقط من أصل مليونين لتنفيذ المشروع.

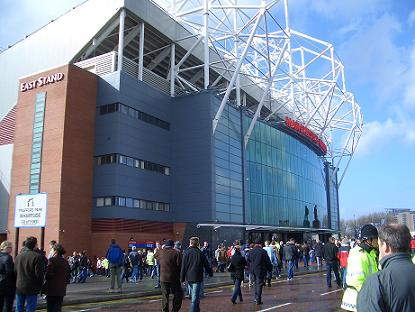
افتتحت الجهة الشرقية بعد إعادة التطوير في بداية موسم 2001/2000.

كانت عودة النادي إلى النجاحات وزيادة شعبيته في بداية التسعينات من القرن العشرين قد أكدت بأن هناك تطورات أخرى ستحدث في الملعب، ففي سنة 1995 بدأ مشروع لزيادة عدد المتفرجين في الجهة الشمالية حتى يكون الملعب جاهزا لاستضافة ثلاثة مباريات في دور المجموعات ومباراة في دور الربع نهائي ومباراة في دور النصف نهائي في كأس الأمم الأوروبية لكرة القدم 1996، وقام النادي بشراء حديقة ترافورد البالغة مساحتها 20 فدانا بمبلغ 9,2 مليون جنيه إسترليني في مارس 1995، وبدأ العمل في نهاية موسم 1995/1994 وانتهى في مايو 1996، وقد كلفت الناحية الجديدة ذات الطبقات الثلاث 18,65 مليون جنيه واتسعت لـ 25,000 متفرج، وبهذا تم رفع استيعاب الملعب إلى 55,000 متفرج، وكانت الجهة الناتئة من المدرج هي الأكبر في أوروبا بطول 58,5 متر. أدى توالي النجاحات في السنوات التالية إلى التفكير في زيادة جديدة لاستيعاب الملعب لأعداد الجماهير المتنامية، وفي البداية تم إضافة طبقة ثانية في الجهة الشرقية افتتحت في يناير 2000 وأدت إلى زيادة استيعاب الملعب ليصل إلى 61,000 متفرج حتى تم افتتاح الطبقة الثانية من الجهة الغربية التي أضافت 7,000 متفرج آخر ليصل مجموع استيعاب الملعب إلى 68,217 متفرج، وبعد ثلاث سنوات استضاف الملعب نهائي دوري أبطال أوروبا 2003 بين نادي إيه سي ميلان ونادي يوفنتوس الإيطاليين.
أجبر منتخب إنجلترا لكرة القدم، بعد أن هُدم ملعب ويمبلي، على اللعب في ملاعب أخرى، منذ سنة 2001 وحتى سنة 2007، وخلال السنوات الأولى قام المنتخب باللعب في عدد من الملاعب مثل ملعب فيلا بارك في برمنغهام وملعب سانت جيمس بارك في نيوكاسل، ولكن بين سنتي 2003 و2007 استضاف الملعب 12 مباراة من مباريات منتخب إنجلترا الـ 23 أكثر من أي ملعب آخر، وآخر مباراة لُعبت في الملعب من قبل المنتخب كانت في 7 فبراير 2007 عندما خسر الأخير أمام منتخب إسبانيا لكرة القدم بهدف مقابل لا شيء.، وحضر المباراة 58,207 متفرج.

### التوسع الأخير

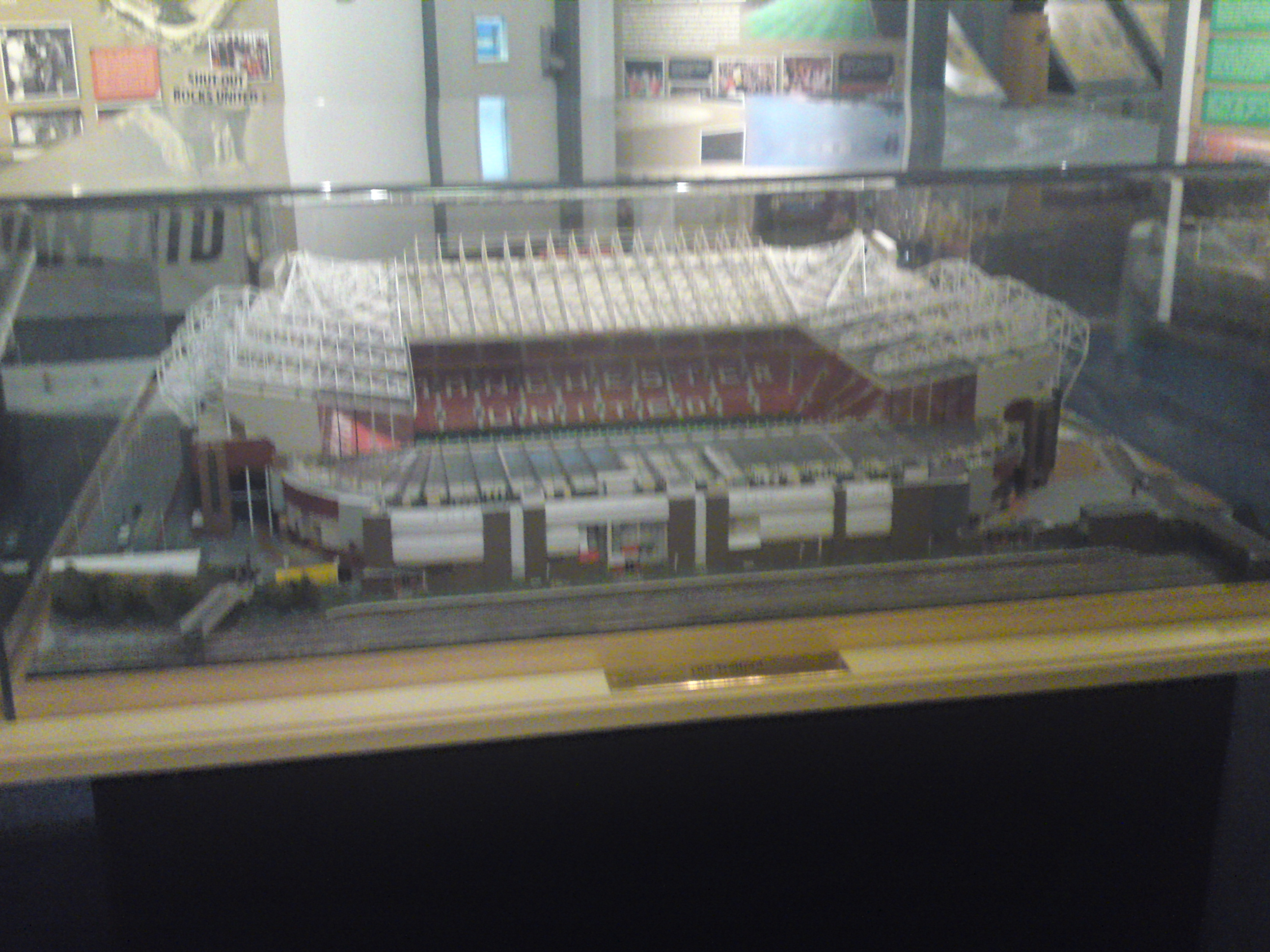
مجسّم بيتر أولدفيلد أدواردز لملعب أولد ترافورد في متحف نادي مانشستر يونايتد.

كان التوسع الأخير الذي شهده الملعب قد وقع بين يوليو 2005 ومايو 2006، حيث زاد عدد المقاعد 8,000 مقعدا جديدا، مع إضافة طبقة جديدة في الجهة الشمالية الغربية والشمالية الشرقية، وقد استخدم جزء من الأماكن الجديدة في 26 مارس 2006 عندما حضر 69,070 متفرج ليكون رقما قياسيا جديدا للدوري الإنجليزي الممتاز، وتطور الرقم القياسي في 31 مارس 2007 عندما حضر 76,098 متفرج مباراة مانشستر يونايتد وبلاكبيرن روفرز التي فاز فيها مانشستر بنتيجة 4-1. أُعيد تنظيم المقاعد في الملعب خلال سنة 2009، فتقلّص عددها ليصبح 75,957 مقعدًا.
احتفل أولد ترافورد بذكرى افتتاحه المئة بتاريخ 19 فبراير 2010. ولهذه المناسبة، وضع مصممو الموقع الرسمي لمانشستر يونايتد شكلاً جديدًا لموقعهم يظهر فيه حدثًا مميزًا خاصًا بالملعب جرى خلال قرن من عمره، وذلك كلما فتح المتصفح صفحة الموقع ليطالعها. كذلك جرت مسابقة رسم لتلاميذ بعض المدارس تهدف إلى جعلهم يصورون الملعب في الماضي والحاضر وما يتوقعون أن يصبح عليه في المستقبل، وقد وُضعت أفضل الرسومات لتُعرض بشكل دائم على منصة أسرة أولد ترافورد. وفي نفس التاريخ سالف الذكر، افتتح حارس المرمى السابق جاك كرومبتون والرئيس التنفيذي لنادي مانشستر يونايتد دايفيد غيل، معرضًا خاصًا بالنادي في متحف الفريق، تُعرض فيه مجسمات ومعلومات عن تاريخ الملعب العريق، بما فيها بعض التذكارات كمقاطع مصورة عن مباريات قديمة، ومجسم صنعه الفنان بيتر أولدفيلد أدواردز. حصل مشجعوا نادي مانشستر يونايتد، أثناء مباراة بين فريقهم ونادي فولهام بتاريخ 14 مارس 2010، حصلوا على نسخة مطابقة للحلقة المصورة عن أول مباراة جرت في أولد ترافورد، بالإضافة لمقابلة مع أقارب اللاعبين الذين شاركوا في تلك المباراة، وأقارب رئيس إدارة النادي آنذاك، جون هنري ديفيز، ومُصمم الملعب أرشيبالد ليتش، ولم تفتقد الحلقة إلا للمقابلة مع أقارب لاعبا الجناح بيلي مارديث وديك داكورث، وأمين سر النادي إرنست مانغنال. استخدم هذا الملعب لاستضافة عدّة مباريات كرة قدم خلال دورة الألعاب الأولمبية الصيفية لعام 2012، والتي تم خوضها في لندن.

## الهيكل والمرافق

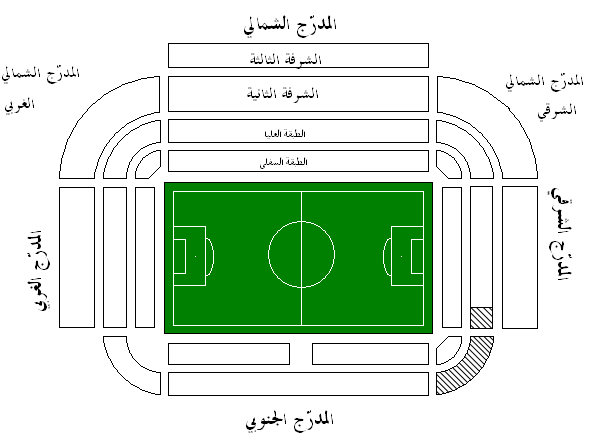
رسم تخطيطي للملعب.

تُحاط أرضية الملعب بأربعة مدرجات مغطاة، تُعرف رسميا بالجهة الشمالية والجهة الجنوبية والجهة الغربية والجهة الشرقية، ويحتوي كل مدرج على طبقتين على الأقل، باستثناء الجهة الجنوبية التي تحتوى على طبقة واحدة بسبب بعض قيود البناء، وينقسم القسم السفلي من كل طبقة إلى قسمين سفلي وعلوي، وقد تحول القسم السفلي إلى مدرجات في بداية التسعينات من القرن العشرين.

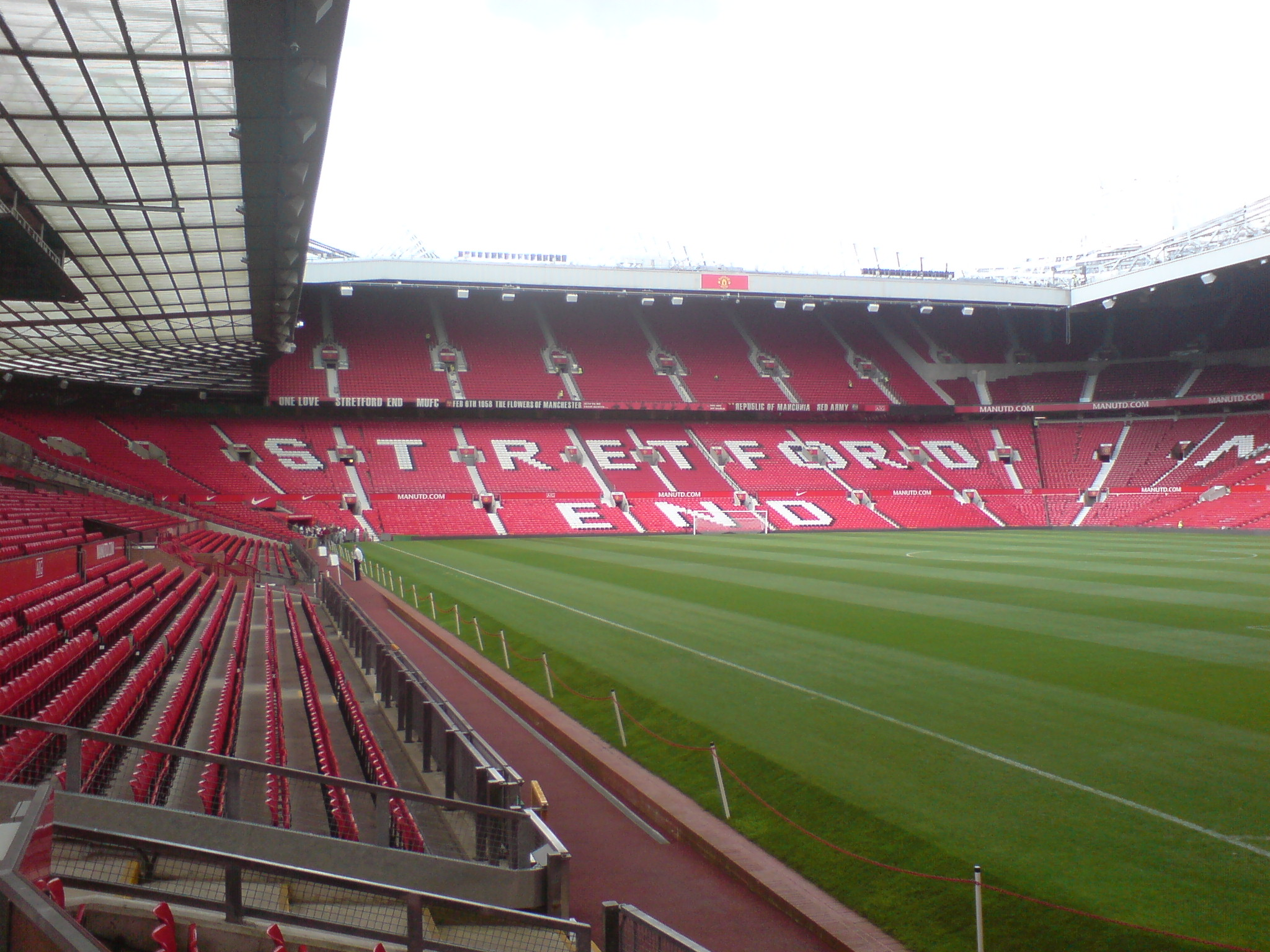
الجهة الغربية من الملعب.

يحتوي المدرج على ثلاث طبقات، وتقع الجهة الشمالية منه (التي تسمى بشكل غير رسمي بمدرج يونايتد رود) على طريق يونايتد، وتستوعب 26,000 متفرج وهو العدد الأكبر في المدرجات الأربعة، ويمكن للمدرج أيضا أن يحمل بعض المشجعين في الغرف الخاصة، وقد افتتحت هذه الجهة بشكلها الحالي في سنة 1996، حيث كانت في السابق ذات طبقة واحدة، ويعتبر هذا المدرج هو المدرج الرئيسي للملعب ويحتوي على عدد من المرافق مثل «ريد كافيه» (مطعم لنادي مانشستر يونايتد) ومتحف مانشستر يونايتد الذي افتتح في 1986 كالأول من نوعه في العالم، وكان يقع في الجهة الجنوبية الشرقية حتى تم نقله إلى الجهة الشمالية في سنة 1998، وافتتح المتحف في 11 ابريل 1998 بحضور بيليه، ووفقا لموقع النادي الإلكتروني فإنه يجذب 200,000 زائر كل عام.
كانت الجهة الجنوبية من المدرج هي الجهة الرئيسية في الملعب، وبالرغم من كونها ذات طبقة واحدة إلا أنها تحتوي على أكثر أماكن كبار الشخصيات، حيث أنه يتم استضافة أي شخصية مهمة في ذلك الموقع، ويجلس الصحفيون في الوسط من الجهة العليا لكي يستطيعوا أن يشاهدوا المباراة بأفضل طريقة ممكنة، وتقع استوديوهات القنوات التلفزيونية في آخر المدرج مع قناة تلفاز النادي.
تقع دكة الاحتياط في الجهة الجنوبية من المدرج، على علو أكبر من أرضية الملعب حتى يمكن للمدربين مشاهدة المباراة بشكل أوضح، وتقع دكتا الفريقين في منتصف النفق السابق للاعبين الذي تم التوقف عن استخدامه في عام 1993، ويعتبر هذا النفق هو الجزء الوحيد المتبقي من الملعب الذي بني في سنة 1910، إذ أنه لم يصب بالدمار جرّاء أحداث الحرب العالمية الثانية. في 6 فبراير 2008 تم تسمية النفق «نفق ميونخ» تخليدا لذكرى الكارثة ولمرور 50 عامًا على حادثة ميونخ الجوية، ويقع النفق الحالي للملعب في الجهة الجنوبية الغربية، وفي حال حدوث أحداث توجب دخول سيارات كبيرة من الممكن إزالة المقاعد التي تقع فوقه بقرابة 7.6 أمتار (25 قدما). يقود النفق إلى استراحة اللاعبين وغرف تبديل ملابسهم ومكان المقابلات التلفزيونية.
حادثة ميونخ الجوية]].]]

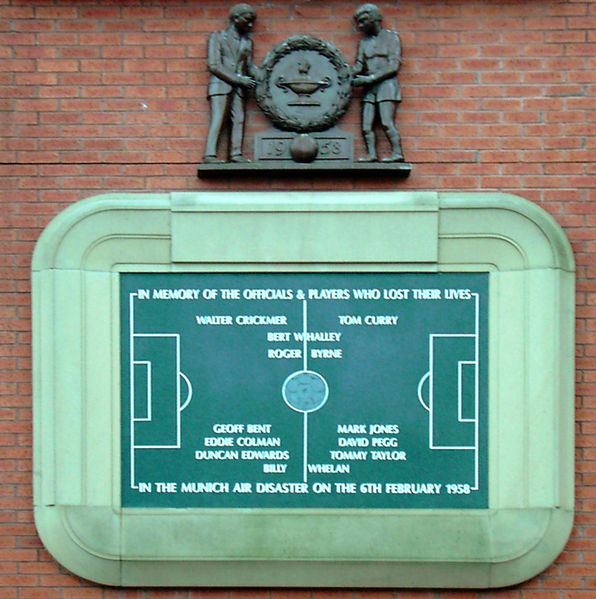
لوحة في الملعب لذكرى

تُعتبر الجهة الغربية هي الجهة الأكثر شهرة في الملعب في بعض الأحيان، حيث كانت تعرف باسم جهة ستريتفود، ويُنظر إلى هذه الجهة، تقليديا، على أنها المكان المخصص للمتعصبين من جماهير النادي ومكان الأفراد الذين يقومون بإصدار الأصوات العالية، وقد صُممت هذه الجهة لتستوعب 20,000 متفرج وكانت آخر جهة تمت تغطيتها وآخر جهة يتم إضافة المقاعد فيها في بداية التسعينات من القرن العشرين، وانتهى العمل في هذه الجهة في يوليو 1993، وعندما تمت إضافة الطبقة الثانية في سنة 2000 انتقل عدد من الجماهير إلى تلك الجهة لتعليق الشعارات والأعلام، وقد سمي دينيس لو «ملك جهة ستريتفورد»، وهنالك تمثال له في أسفل المدرج حاليّا.

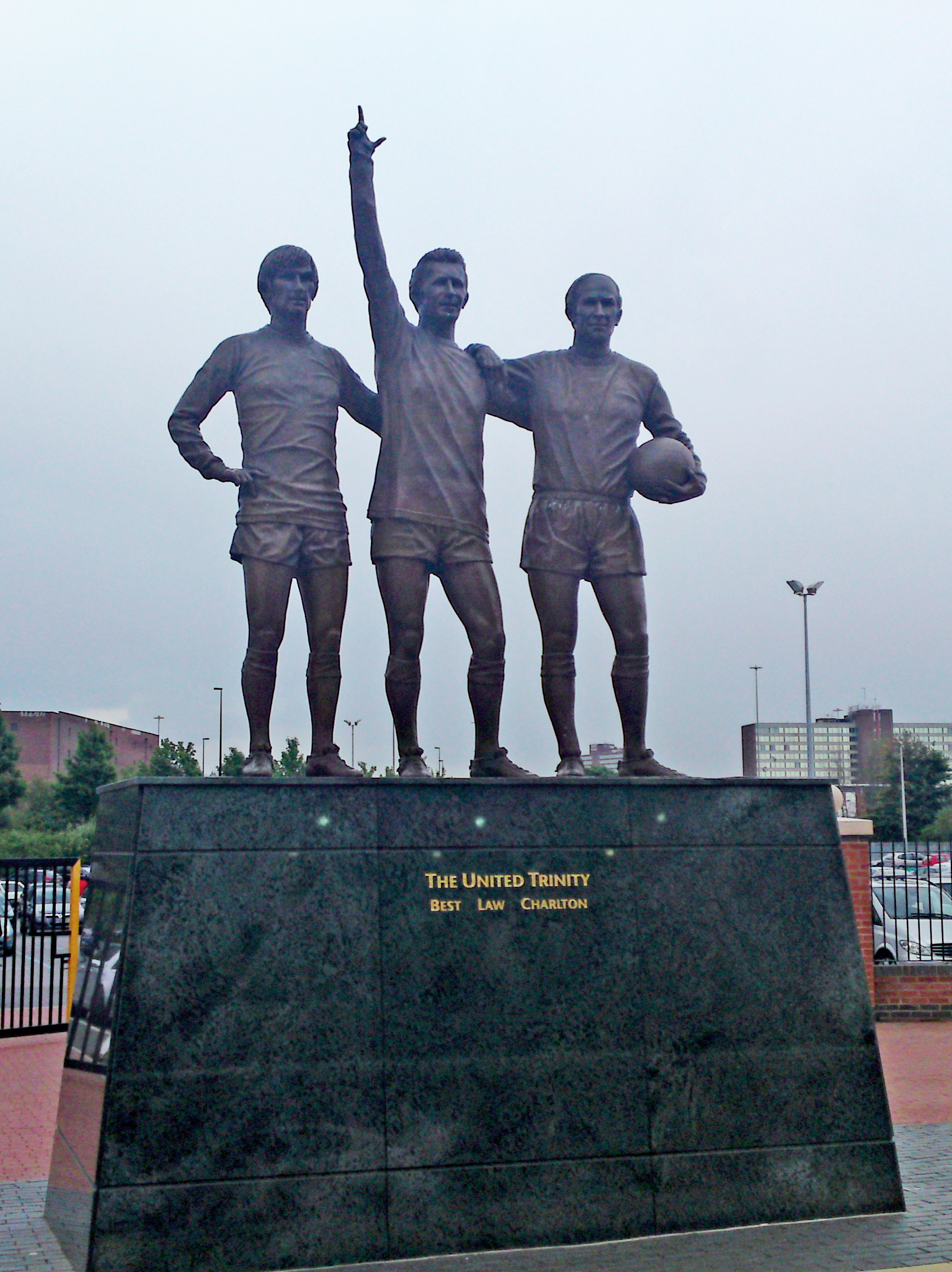
ثلاثي مانشستر يونايتد، تمثال للثلاثي تشارلتون وبست ولو.

كان لمتجر مانشستر يونايتد ستة أماكن منذ أن تم افتتاحه، وفي البداية كان المتجر صغيرًا يقع في جهة محطة القطار، ثم نُقل إلى الجهة الجنوبية من الملعب ووضع مقابل المدرج ثم تم وضعه داخله، ومع زيادة شعبية النادي في بداية التسعينات من القرن العشرين تم وضع المتجر في الجهة الغربية من المدرج، وتحول بعدها من متجر صغير إلى متجر ضخم، وفي 3 ديسمبر 1994 قام أليكس فيرغسون بافتتاحه، وعندما تم التخطيط لزيادة طبقة الجهة الغربية تم تغيير مكان المتجر مرة أخرى، وتم وضعه في مكان مؤقت في الجهة الشرقية قبل أن يُبنى على مساحة 1.600 متر مربع في الجهة الشرقية في سنة 2000. وتعتبر الجهة الشرقية من المدرج هي ثاني جهة تتحول إلى طبقة ناتئة بعد الجهة الشمالية، وأيضا تُعرف باسم «جهة لوحة» النتائج، إذ أن هذا كان مكان لوحة النتائج قديما، وتستوعب الجهة الشرقية 12,000 متفرج، وهي مكان جلوس المعوقين وجماهير الفرق الأخرى، ويمكن لمكان جلوس الأوائل استيعاب 170 مشجع مع مقاعد مجانية لمرافقيهم. يُقسم الملعب إلى عدة أقسام، وكل قسم له حرف أبجدي، ويُعتبر القسم (K) هو الأشهر بينها، وتُعرف الجماهير التي تجلس في هذا القسم بحبها الشديد للنادي وبتشجيعها له، وفي الجهة الشرقية للملعب زجاج ملون يقع خلفه مبني إدارة النادي، وفي هذه المكاتب يقع مركز مجلة النادي الرسمية ومكاتب الموقع الإلكتروني له، وتوضع الصور والإعلانات الدعائية في الجهة الشرقية، وهنالك إشادة للاعبي بسبي وضعت في فبراير 2008، وفوق المتجر يقع تمثال للسير مات بسبي أكثر المدربين خدمة للنادي حتى الآن، وهنالك لوحة مخصصة لذكرى ضحايا حادثة ميونخ الجوية، وهنالك ساعة ميونخ بين الجهة الشرقية والجهة الجنوبية. في 29 مايو 2008، وبمناسبة الاحتفال بمرور 40 سنة على فوز النادي في البطولة الأوروبية الأولى في سنة 1968، تم الكشف عن تمثال يمثل الثلاثي الذهبي في تلك الفترة وهم بوبي تشارلتون ودينيس لو وجورج بست تحت اسم الثلاثي الذهبي. يصل طول الملعب إلى 106 أمتار وعرضه إلى 69 مترا، ويُعتبر وسط الملعب أطول من أطرافه بتسع بوصات وذلك كي يتم التخلص من مياه الأمطار بسهولة، وهناك نظام لتسخين أرضية الملعب يقع تحته بعمق عشر بوصات فقط، وكان أليكس فيرغسون قد طلب تغيير أرضية الملعب عدة مرات  وخاصة في موسم 1999/1998 بقيمة 250,000 جنيه إسترليني. تتم سقاية عشب الملعب بشكل منتظم في الصيف وبشكل أقل في الأيام الممطرة، ويتم جز العشب ثلاثة مرات في الأسبوع من أبريل وحتى نوفمبر ومرة واحدة في الأسبوع من نوفمبر حتى مارس.

## المستقبل
يُقدر بأن تكلفة أي تجديد في الملعب، وفي الجهة الجنوبية التي تتكون من طبقة واحدة خاصة، ستكون بين 90 إلى 100 مليون جنيه إسترليني، وهو تقريبا نفس المبلغ الذي تم دفعه لتجديد الملعب منذ سنة 1992، وذلك لأنه سيتم شراء أكثر من 50 منزلا من قبل النادي مما سيؤدي إلى تعطيل حياة السكان، كما أن أي تجديد سيؤدي للبناء فوق محطة القطار المجاورة للملعب، وسيجعل التوسيع الجهة الجنوبية تحتوي على طبقتين تقريبا، وسيتم تطوير الجهة الجنوبية الشرقية والجنوبية الغربية عن طريق تسكير الملعب من كل الجوانب ليكون كالطبق، وقد يصل استيعاب الملعب عندئذ إلى 96,000 متفرج ليكون أكبر من ملعب ويمبلي.

## استخدامات أخرى

### الرغبي

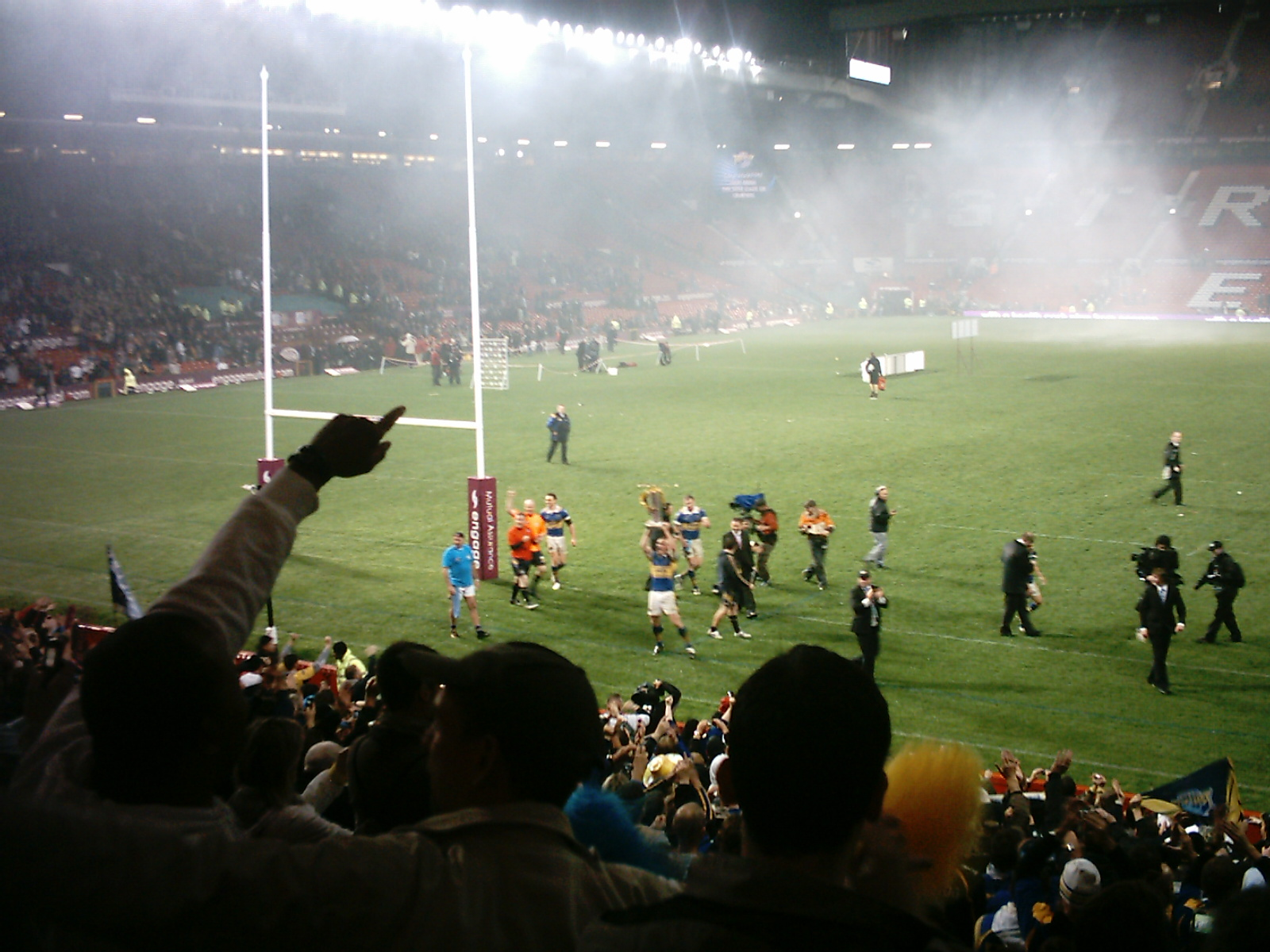
ليدز رينوز يحتفلون بفوزهم بنهائي كأس السوبر لعام 2008 على سانت هيلينز.

تُنظم المباراة النهائية من الدوري الممتاز للرغبي كل سنة في هذا الملعب منذ سنة 1998، أما أول مباراة رغبي جرت في هذا الملعب فكانت خلال موسم 1924–25 عندما استضافت البلاد الفريق الوطني النيوزيلندي، وقد حصل مانشستر يونايتد حينها على 20% من أرباح المباراة. جرت أوّل مباراة تابعة لدوري الرغبي في أولد ترافورد خلال شهر نوفمبر من عام 1958، عندما واجه فريق سالفورد فريق ليدز أمام 8,000 متفرّج. جرت أوّل مباراة تحضيرية في أولد ترافورد سنة 1986، عندما خسرت بريطانيا لصالح أستراليا بنتيجة 38–16 أمام 50,583 متفرّج. وفي 4 أكتوبر سنة 1989، لُعبت مباراة «تحدي الأندية» في هذا الملعب، بحضور 30,768 متفرج، حيث هزم فريق «ويدنز» منافسه «كانبيرّا رايدرز» بنتيجة 30–18، وعندما استضافت كل من بريطانيا وإيرلندا وفرنسا كأس العالم لاتحاد الرغبي سنة 2000، اختير أولد ترافورد للعب المباراة النهائية، التي خاضتها نيوزيلندا وأستراليا، وانتهت بفوز الأخيرة بنتيجة 40–12، أمام 44,329 متفرج.
استضاف أولد ترافورد أول مباراة لاتحاد الرغبي العالمي في سنة 1997، عندما هزمت نيوزيلندا إنجلترا بنتيجة 25–8، وقد تم خوض مباراة أخرى تابعة لهذا الاتحاد بتاريخ 6 يونيو سنة 2009، عندما هزمت إنجلترا الأرجنتين بنتيجة 37–15. يُعد هذا الاستاد أحد الملاعب الاثنا عشر المؤكد استضافتها لمباريات كأس العالم للرغبي لسنة 2015. وفي سنة 1993 أقيمت في الملعب مباراة نهائي العالم للملاكمة لفئة الأوزان المتوسطة بين كريس إوبانك ونيجل بين، بحضور 40,000 متفرج.

### ألعاب أخرى
تم استخدام الملعب في أغراض أخرى غير لعب كرة القدم منذ أن تم بناؤه. وقبل أن يتم بناء الملعب كانت أرضه تستخدم للعب لعبة شينتي وهي لعبة تقليدية في اسكتلندا، وخلال الحرب العالمية الأولى استخدم الملعب من قبل الجيش الأمريكي كملعب لكرة القاعدة، وفي سنة 1981 تم لعب عدة مباريات للكريكيت على أرضه.

### الاحتفالات
وخلافا للاستخدامات الرياضية، تم تسجيل برنامج سونغ أوف برايز في سبتمبر 1994 بالملعب، ويُستخدم الملعب كذلك للقيام ببعض الأغراض الخاصة الأخرى، مثل الأعراس وحفلات عيد الميلاد والمؤتمرات المالية.

## الأرقام القياسية

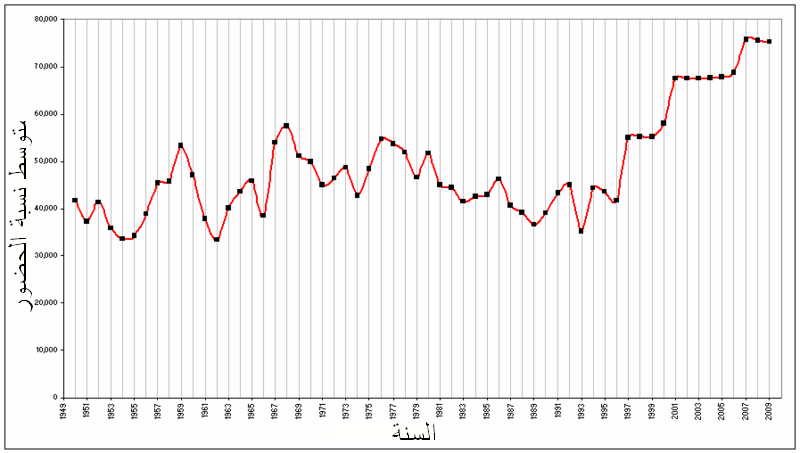
رسم بياني يظهر نسب الحضور في مباريات مانشتر يونايتد في الفترة الممتدة بين سنتيّ 1949 و 2008.

كان أكبر حضور جماهيري في الملعب خلال مباراة نصف النهائي في كأس إنجلترا بين نادي وولفرهامبتون واندرز وغريمبسي تاون في 25 مارس 1939، إلا أن هذا كان قبل إضافة المقاعد في كافة أرجاء الملعب، وأكبر حضور للجماهير كان في 31 مارس 2007 في مباراة مانشستر يونايتد وبلاكبيرن روفرز في الدوري الإنجليزي الممتاز، وهو رقم قياسي في الدوري الإنجليزي أيضا. أما الرقم القياسي لحضور المباريات غير الرسمية فقد سُجل في 1 أغسطس 2007 في مباراة ودية أمام نادي إنتر ميلان الإيطالي، وأقل عدد للحضور في الملعب بعد الحرب العالمية الثانية كان في 29 أبريل 1950 في مباراة مانشستر يونايتد مع نادي فولهام، وفي 7 مايو 1921 استضاف الملعب مباراة في دوري الدرجة الثانية بين ستوكبورت كونتي وليستر سيتي وكان الحضور 13 فردا فقط، إلا أن أكثر من 20,000 متفرج كانوا قد حضروا مباراة مانشستر يونايتد وديربي كاونتي التي أقيمت قبل تلك المباراة.
كان أعلى معدل للحضور في الملعب قد وصل إلى 75,826 متفرج في موسم 2007/2006، وفي الموسم الذي تلاه شهد الملعب أكبر عدد من الحضور، حيث حضر 2,187,408 شخص مباريات مانشستر يونايتد في الملعب في الدوري الإنجليزي الممتاز ودوري أبطال أوروبا وكأس إنجلترا، أما أقل معدل للحضور فقد كان في موسم 1931/1930 حيث كان المعدل يصل إلى 11,685 متفرج لكل مباراة.

## المواصلات
تقع محطة مانشستر يونايتد للقطارات بالقرب من الجهة الجنوبية للمدرج، وهي تقع بين محطة دينسغيت للقطارات ومحطة ترافورد بارك في الممر الجنوبي في خط ليفربول مانشستر للقطارات وهي تفتح في أيام المباريات فقط، ويتصل الملعب بمحطة مانشستر ميترولينك، ويتقاسم مع ملعب أولدترافورد للكريكيت محطة للمترو تبعد خمس دقائق مشيا عن الملعب، وتخدم الباصات 114 و 236 و 252 و257 المنطقة، كما يحتوي الملعب على موقف للسيارات.